# Auriac-du-Périgord
Auriac-du-Périgord è un comune francese di 411 abitanti situato nel dipartimento della Dordogna, nella regione della Nuova Aquitania.

## Società

### Evoluzione demografica
Abitanti censiti